# Oostkamp
Oostkamp ist eine Gemeinde in der Provinz Westflandern, Belgien. Die Gemeinde hat 24.275 Einwohner (Stand 1. Januar 2024).
Oostkamp ist in der Vergangenheit immer durch seinen grünen Charakter mit vielen Wäldern, offenen Landschaften und dem angenehmen Dorfkern gekennzeichnet gewesen. In den letzten Jahren ging durch Industriebauten ein Teil davon verloren.

## Geografie

### Ortsteile
- Oostkamp (I)
- Hertsberge (II)
- Ruddervoorde (III)
- Waardamme (IV)

Die Ortsteile Hertsberge, Ruddervoorde und Waardamme wurden 1977 nach Oostkamp eingemeindet.

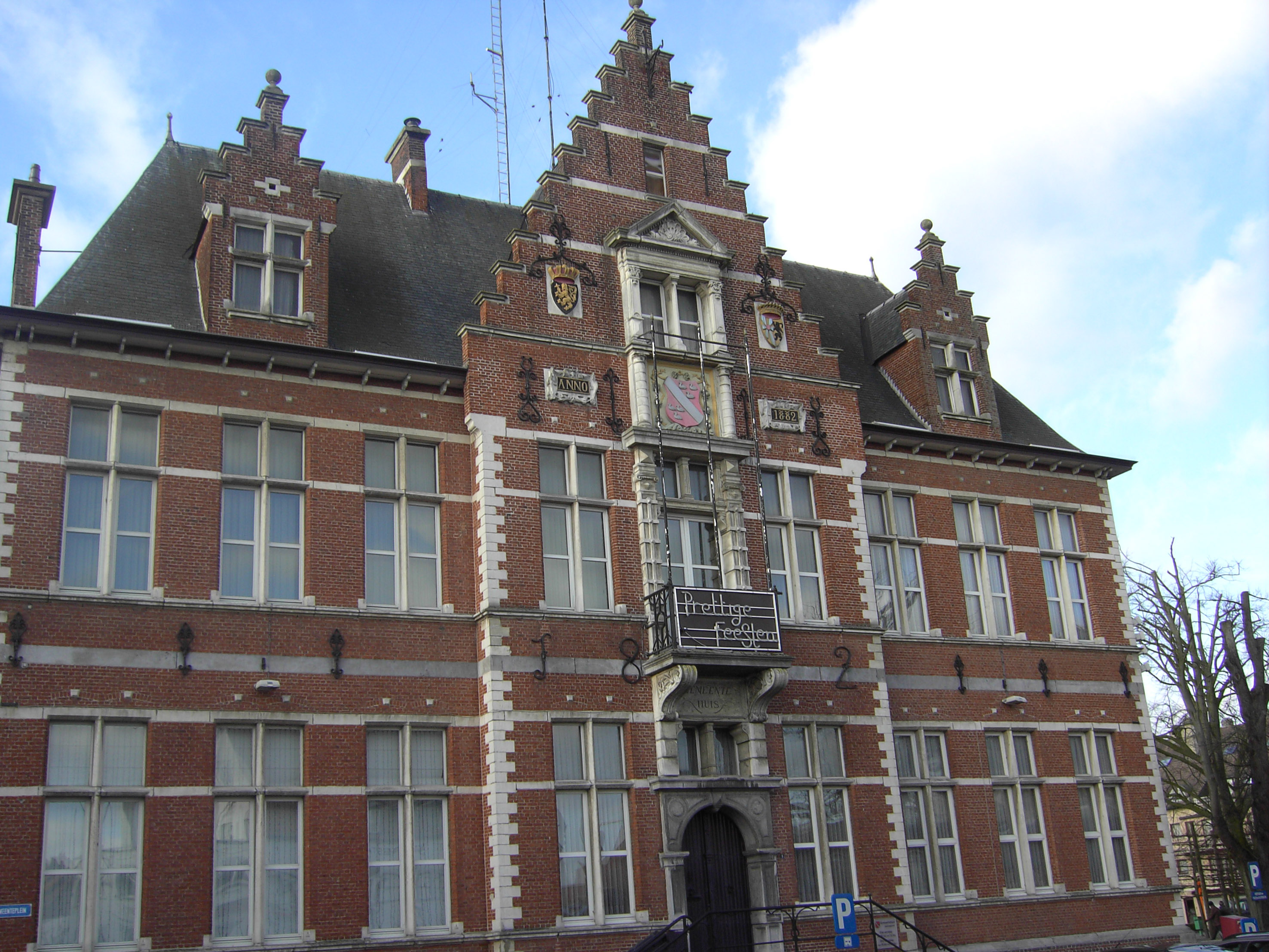
Rathaus von Oostkamp

### Nachbargemeinden
An Oostkamp grenzen folgende Städte und Gemeinden:
- Brügge (a und b)
- Beernem (c und d)
- Wingene (e und f)
- Lichtervelde (g)
- Torhout (h)
- Zedelgem (i und j)

## Sehenswürdigkeiten
- Sehenswert ist die Sint-Pieterskerk (Sankt Peter in Ketten), eine dreischiffige Hallenkirche mit romanischem Turm aus dem 12. Jahrhundert und einer Orgel von 1717. Sie steht wie auch das Rathaus unter Denkmalschutz.[2][3]
- In der Umgebung finden sich verschiedene Schlösser im Stil der Neorenaissance, unter anderem Pecsteen in Ruddervoorde (auch unter Denkmalschutz).[4]

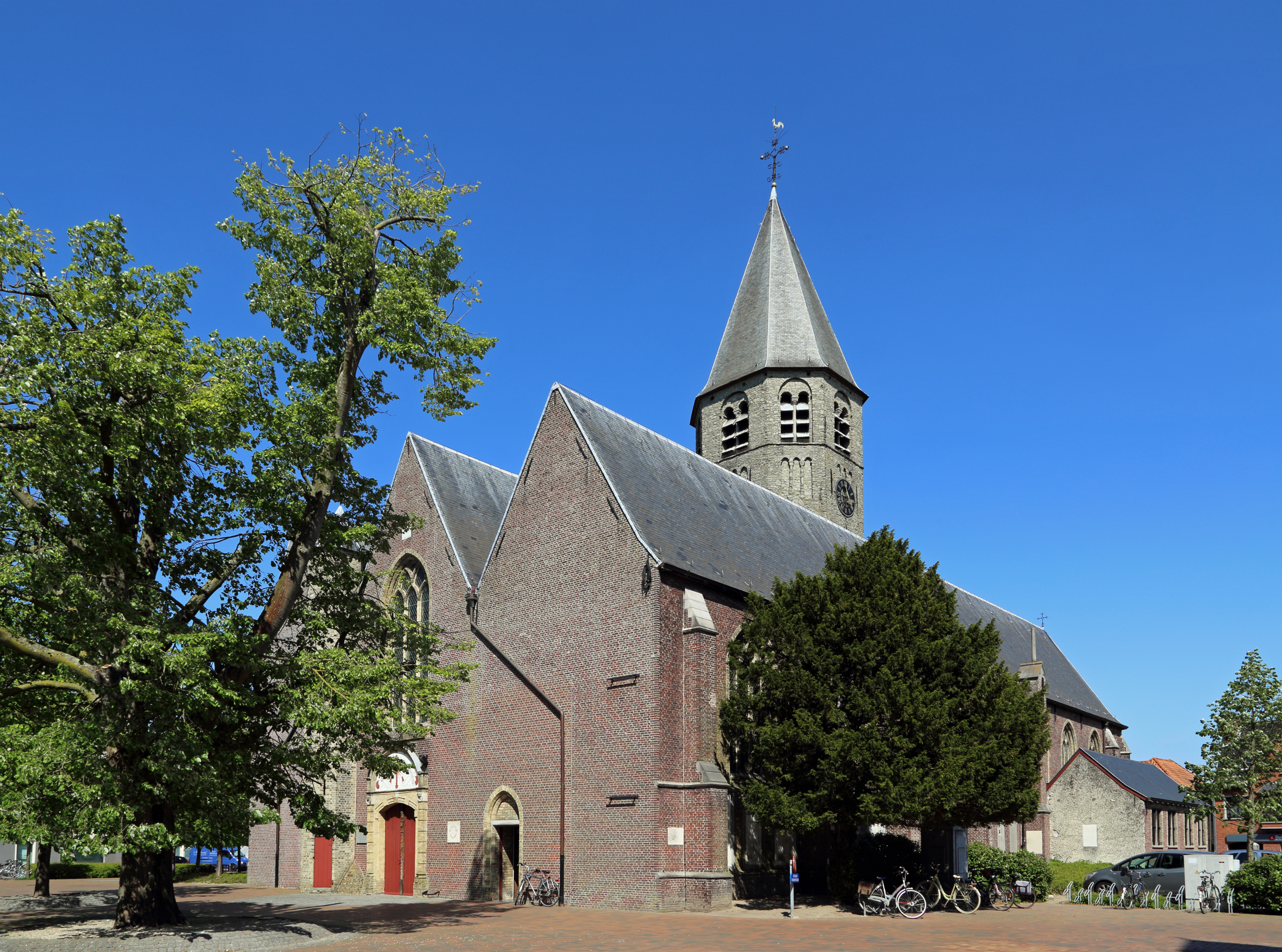
Sint-Pieterskerk
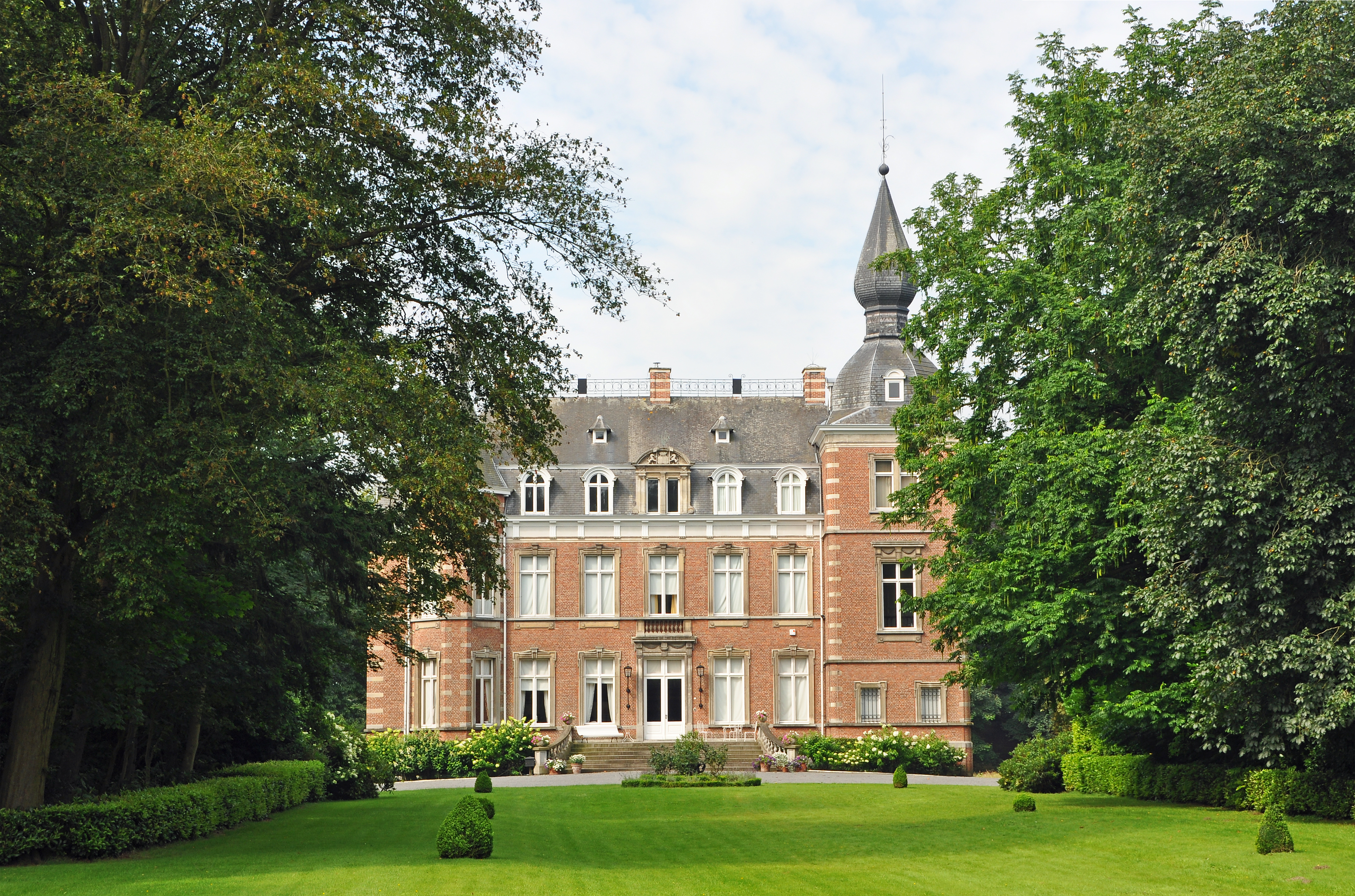
Schloss Pecsteen
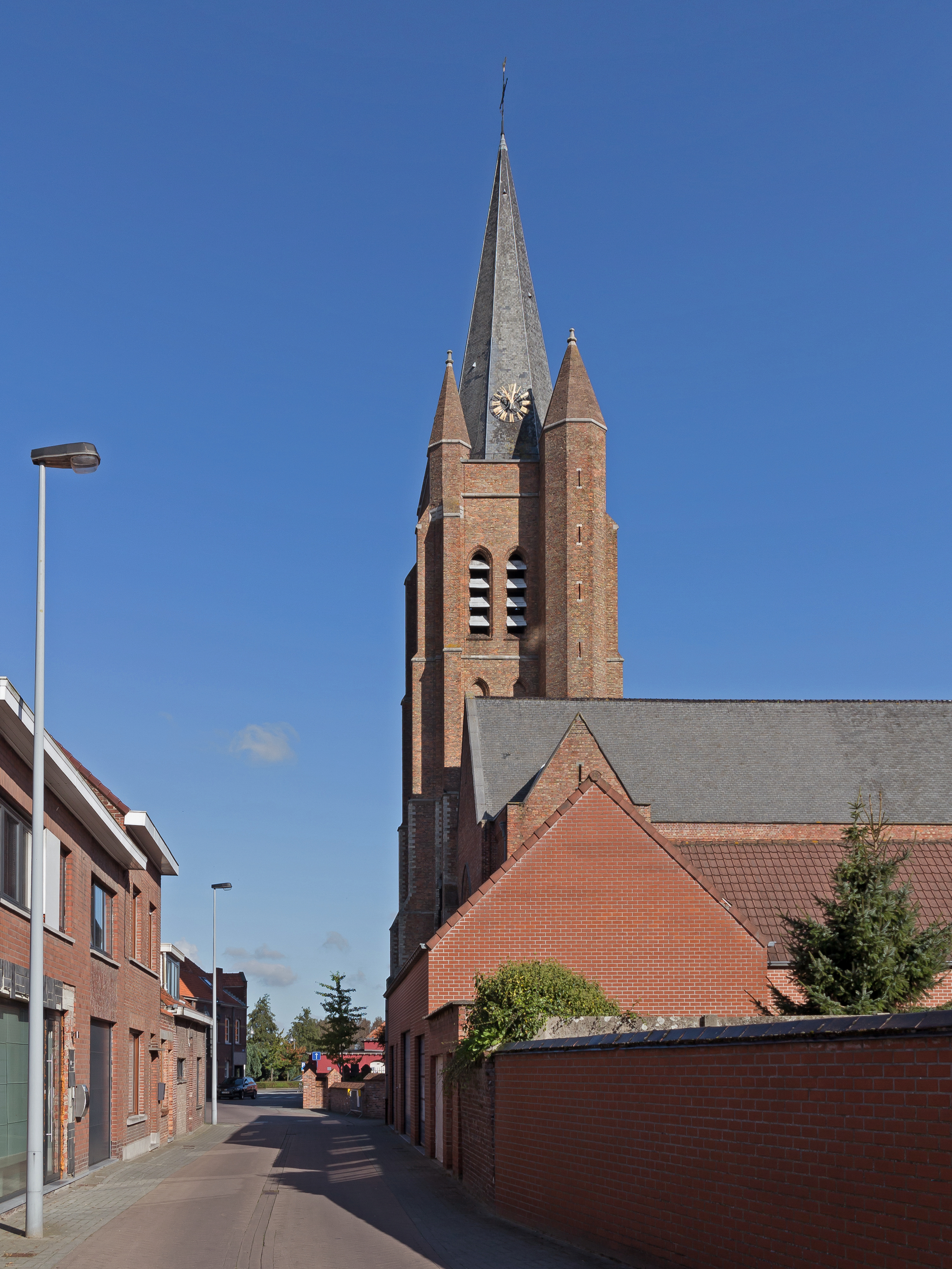
Ruddervoorde, Kirche: de Sint Eligiuskerk
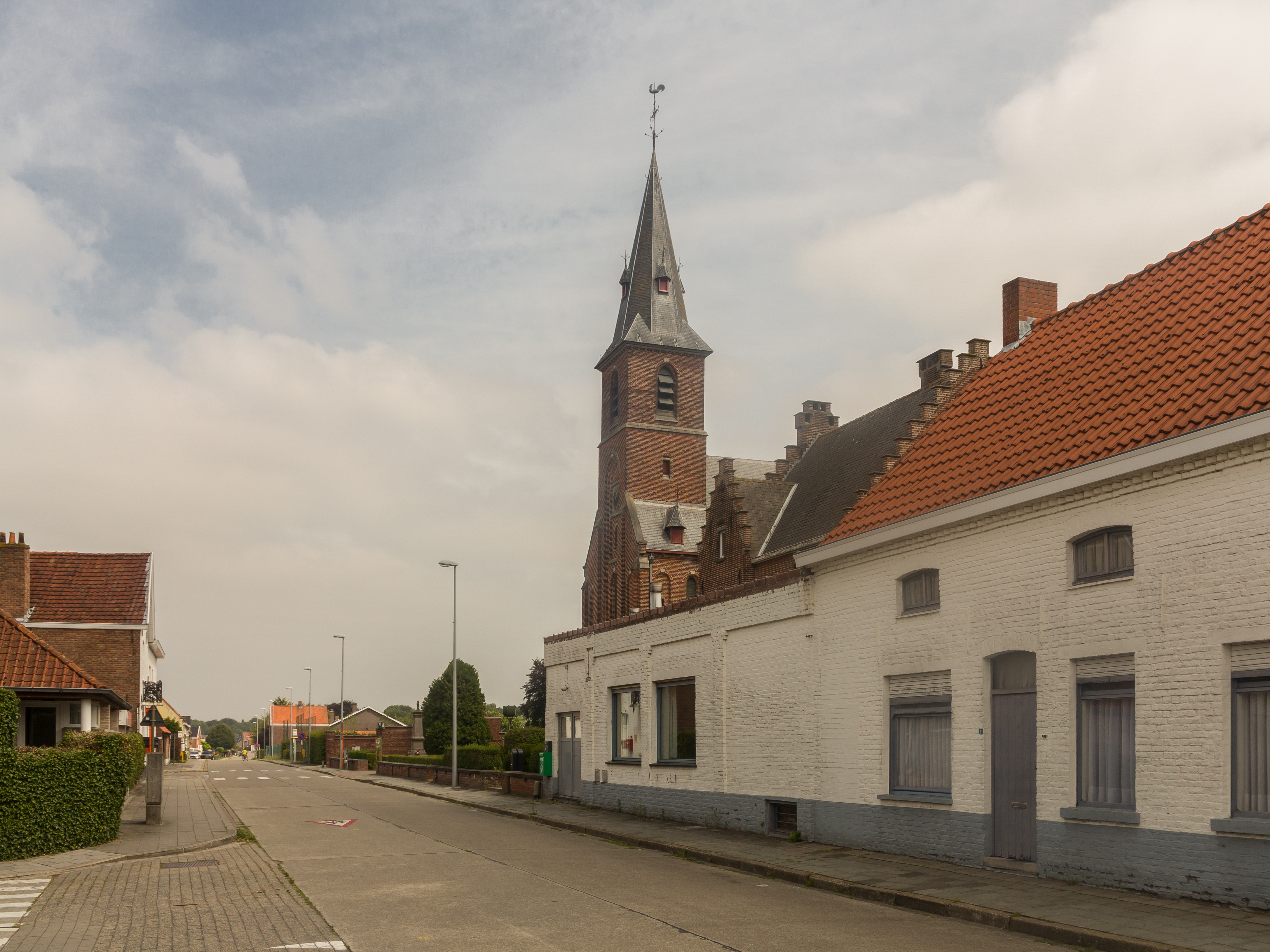
Hertsberge, Kirchturm (Sint Janskerk) in der Straße

## Städtepartnerschaften
Partnerstädte von Oosterkamp sind:
- Chaumont, Frankreich
- Bad Langensalza, Deutschland
- Bad Nauheim, Deutschland

## Nachweise
1. ↑  Jan De Keyser. Gemeente Oostkamp, archiviert vom Original (nicht mehr online verfügbar) am 14. August 2017; abgerufen am 24. Mai 2017 (niederländisch).  Info: Der Archivlink wurde automatisch eingesetzt und noch nicht geprüft. Bitte prüfe Original- und Archivlink gemäß Anleitung und entferne dann diesen Hinweis.
2. ↑  Parochiekerk Sint-Pieters-in-de-banden –  inventaris bouwkundig erfgoed
3. ↑  Gemeentehuis van Oostkamp – inventaris bouwkundig erfgoed
4. ↑  Kasteel Pecsteen – inventaris bouwkundig erfgoed
5. ↑  VVSG-Internationaal: Jumelages in Vlaanderen